# Cătălin Baciu
Cătălin Baciu, né le 26 août 1988, à Cluj-Napoca, en Roumanie, est un joueur roumain de basket-ball. Il évolue au poste de pivot.